# خانات گنجه

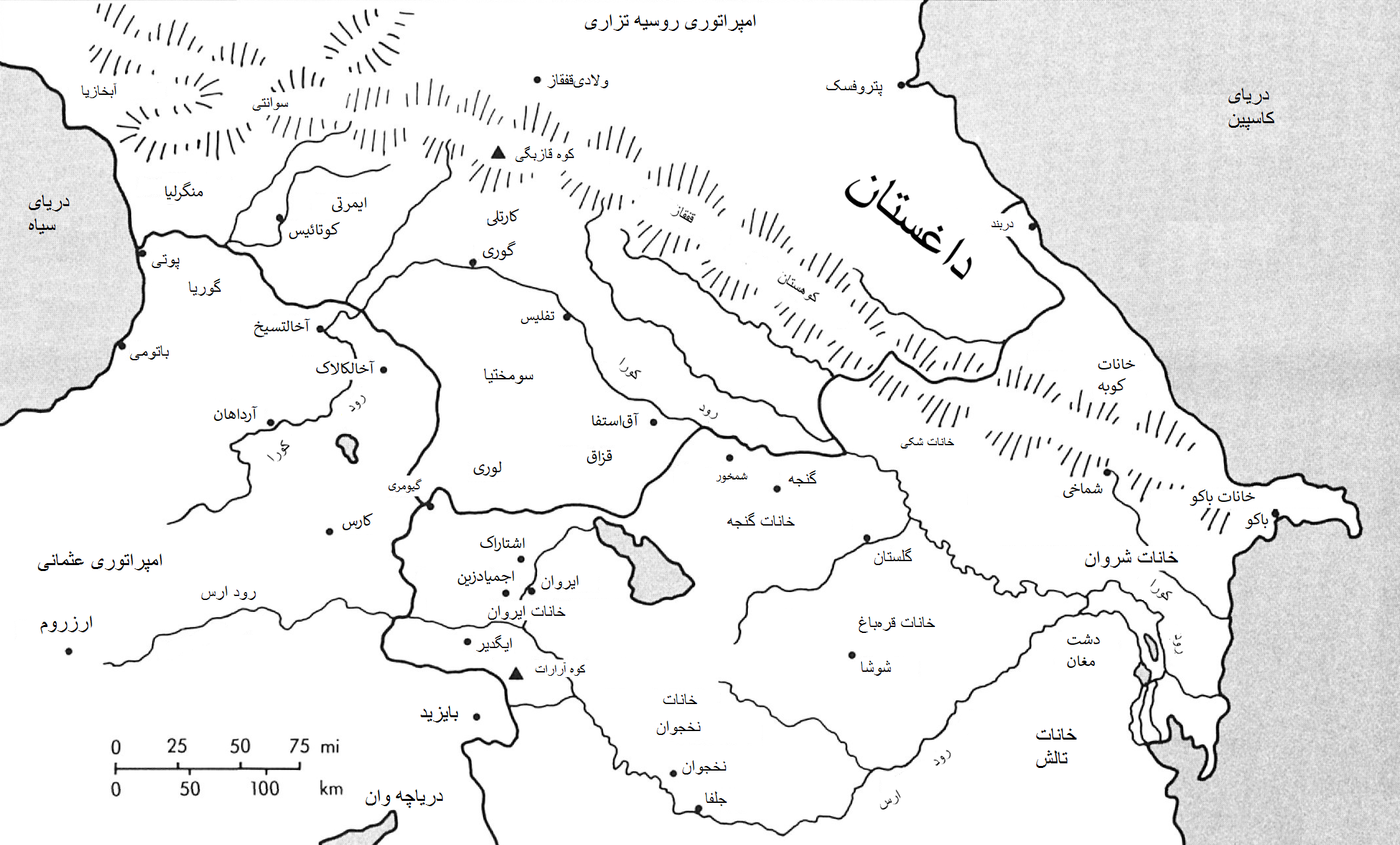
نقشه قفقاز در اوایل قرن نوزدهم میلادی

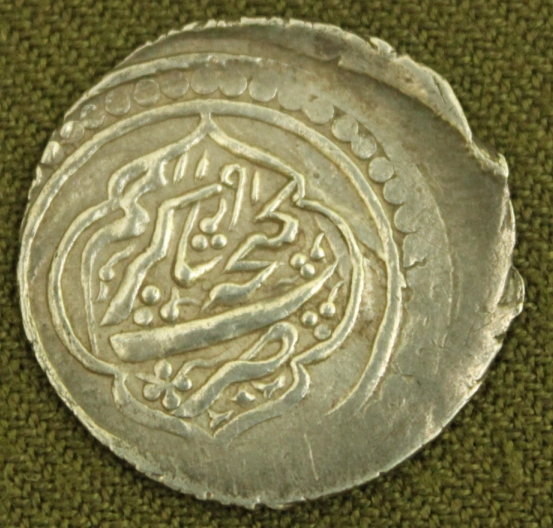
سکه خانات گنجه، با نوشته "ضرب گنجه" و "یا کریم"

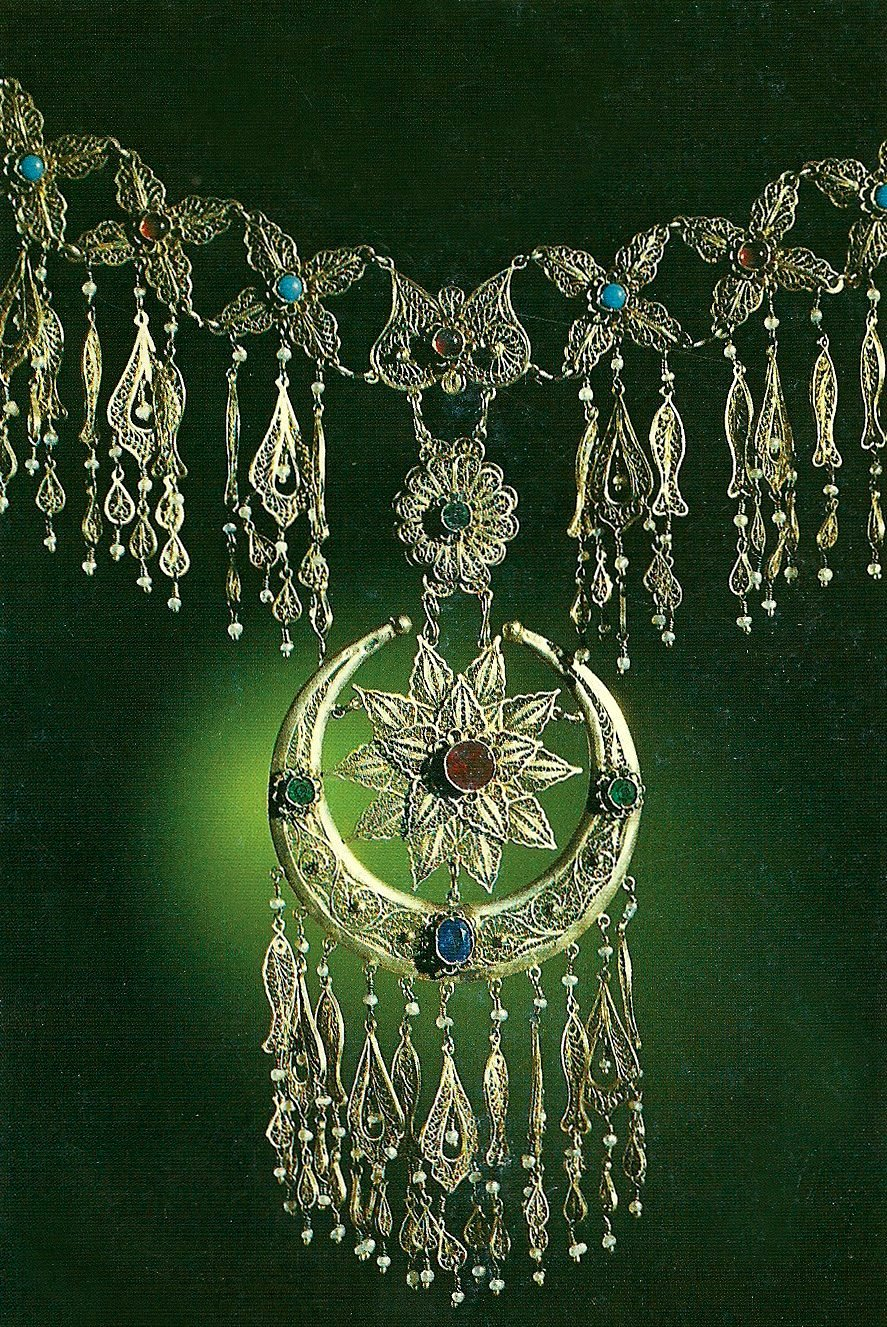
جواهرات طلا، خانات گنجه (موزه ملی تاریخ جمهوری آذربایجان)

خانات گنجه (انگلیسی: Ganja Khanate) طایفه‌ای بودند که از ۱۱۶۰ ه. ق تا ۱۲۰۰ ه. ق در گنجه حکومت می‌کردند. آخرین حکمران ایران در گنجه جواد خان زیاد اوغلی بود که در آغاز جنگ‌های ایران و روس بدست روس‌ها کشته شد. گنجه سپس بدست ابراهیم خلیل جوانشیر، حاکم قره‌باغ سپرده شد و پس از مدتی نیز به تسخیر روس‌ها درآمد و سرانجام برپایه پیمان گلستان در تاریخ ۳ آبان ۱۱۹۲ خورشیدی از خاک ایران جدا شد.